# Вилла Каффаджиоло
Вилла Медичи ди Кафаджиоло (итал. La Villa Medicea di Cafaggiolo) — одна из старейших вилл (загородных резиденций), принадлежавших семье Медичи. Расположена недалеко от города Барберино-ди-Муджелло в долине реки Сьеве, в Тоскане, примерно в 25 километрах к северу от Флоренции. Памятник истории и архитектуры XV—XVII веков. В 2013 году вилла Кареджи вместе с другими виллами и садами Медичи включена в список Всемирного наследия ЮНЕСКО.

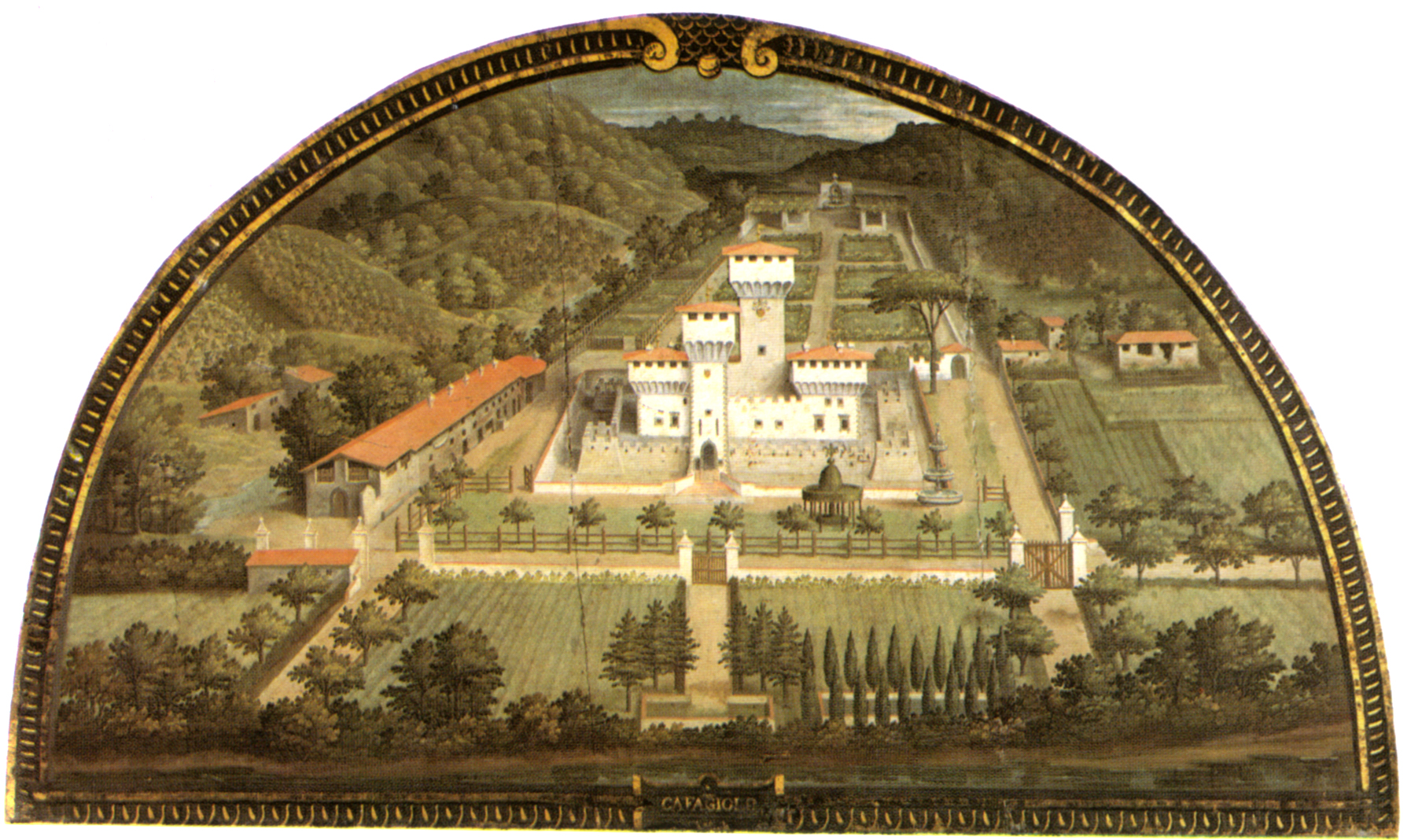
Дж. Утенс. Вилла Каффаджиоло. Галерея Виллы Петрайя

Это было одно из самых любимых поместий Медичи, находившееся во владении семьи с XIV века, когда им владел Аверардо де Медичи. Сын Аверардо, Джованни ди Биччи де Медичи, считается основателем династии.
Вилла была построена в 1452 году по проекту выдающегося архитектора эпохи Возрождения Микелоццо ди Бартоломео, и была местом встречи выдающихся интеллектуалов эпохи, а также многих знаменательных событий в истории династии. Вилла расположена в регионе Муджелло, который был родиной семьи Медичи.

## История
Истоки виллы Медичи ди Кафаджиоло датируются XIV веком. Фортецца, которая принадлежала Флорентийской республике в 1349 году, уже была известна как «Кафаджиоло де Медичи» к 1359 году. В течение XV и XVI веков тосканская аристократия отказывалась от своих средневековых замков ради комфорта и большей безопасности городской жизни, но летом покидала шумную Флоренцию ради уюта загородной жизни. Первая из таких вилл была построена семьёй Медичи, чьё богатство совпало с началом эпохи Возрождения, около 1420 года.
Строителем виллы Медичи ди Кафаджиоло был Козимо де Медичи Старый, чья вилла Кареджи считается образцом для вилл эпохи Возрождения во Флоренции. В 1452 году Козимо поручил своему любимому архитектору Микелоццо перестроить крепость в более комфортабельное загородное убежище, которое можно было бы использовать для охоты. Это должна была быть одна из четырёх вилл, построенных Козимо, другие — Кареджи, Вилла Моцци и Вилла Треббия. Микелоццо уже проектировал городской палаццо Медичи во Флоренции и новую виллу Козимо в Кареджи.
После смерти Козимо Медичи в 1464 году вилла стала охотничьим домом его сына Пьеро, которого сменил в 1469 году его сын Лоренцо Медичи, известный как «Великолепный», и она стала его любимой резиденцией. Часто занимаемая как зимой, так и летом, она стала местом встречи интеллектуалов того времени, которые приезжали либо на праздники, посвящённые охоте, либо просто чтобы развлечь двор своими познаниями. Так, Лоренцо сочинял там свои стихотворения, развлекая таких достойных людей, как Марсилио Фичино и его самых верных друзей, Полициано и Пико делла Мирандола.

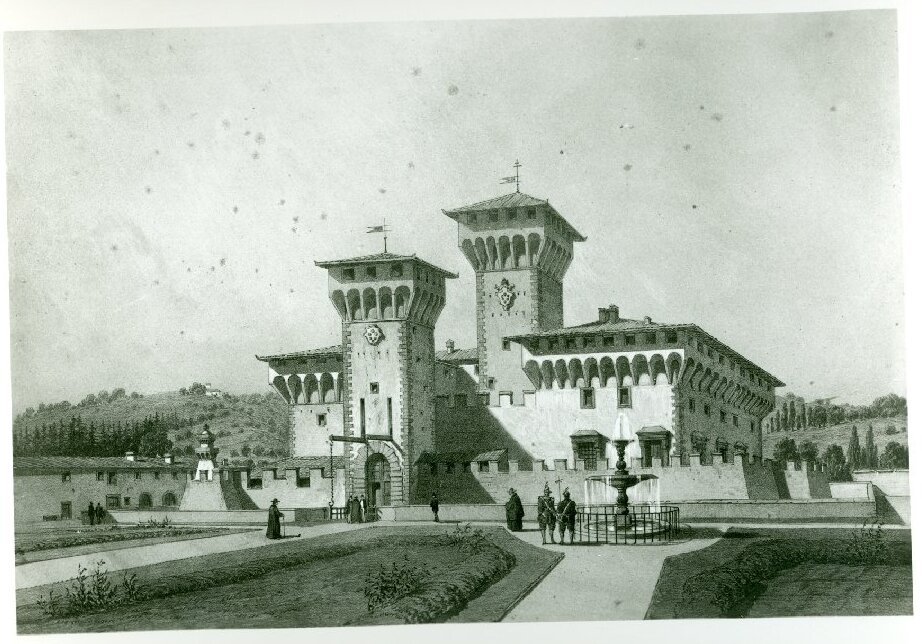
A. Дюран. Вид виллы Медичи в Каффаджиоло. 1860—1863

В 1485 году из-за материальных затруднений после длительных переговоров право собственности на виллу было передано Лоренцо ди Пьерфранческо и его брату Джованни. Таким образом, Вилла Кафаджиоло на время перешла к младшей ветви Медичи, которая основала в пристройках виллы производство расписной майолики, пока все владения Медичи не были снова собраны в руках Козимо I Медичи, великого герцога Тосканского.
Папа Лев X из династии Медичи, ранее Джованни ди Лоренцо де Медичи, провёл часть своего детства на вилле. В 1576 году вилла стала местом убийства жены Медичи. Заброшенная мужем, Леонора Альварес де Толедо, супруга Пьетро Медичи, вступила в недозволенную любовную связь с молодым дворянином Бернардино Антинори. Их связь всплыла наружу, когда Антинори в целях самообороны убил своего собрата-дворянина, Франческо Джинори. Антинори был сослан на Эльбу, но он безрассудно отправлял любовные письма Элеоноре. Эти письма попали в руки великого герцога, который немедленно казнил Антинори, чтобы сохранить честь семьи. 11 июля 1576 года Пьетро, обманутый муж, вызвал свою жену в замок, где задушил её собачьим поводком. Сведения об убийстве были скрыты, и было сообщено, что Леонора умерла от сердечного приступа. Леонору похоронили в Капелле Медичи (семейном мавзолее) в базилике Сан-Лоренцо без каких-либо церемоний. Её муж-убийца был отправлен из Флоренции к испанскому двору.
В 1737 году после смерти Джана Гастоне де Медичи, последнего правителя Медичи в Тоскане, вилла перешла во владение преемников Медичи, дома Габсбургов-Лотарингских, в лице Франца I, императора Священной Римской империи. Будучи супругом будущей императрицы Марии Терезии Австрийской, он редко посещал Тоскану, оставаясь в Вене.
Вилла Кафаджиоло была любимым домом Медичи, она просуществовала как резиденция гораздо дольше, чем многие другие. Тем не менее, в 1864 году вилла была продана итальянским правительством принцу Маркантонио Боргезе, который провёл обширную программу реконструкции, изменив большую часть проекта Микелоццо. Новые проекты уничтожили оставшиеся укрепления, такие как ров и крепостные стены, были отреставрированы исторические интерьеры.

## Архитектура и сады виллы
В отличие от других тосканских резиденций семьи Медичи, архитектура виллы не следует идеалам эпохи Возрождения. Несмотря на деятельность Микелоцци, внешне она сохранила облик средневековой крепости, так называемое «ретроспективное кватроченто», с зубчатой башней, окружённой двумя крыльями и укреплёнными бастионами на каждом углу. Построенная вокруг двора, передняя часть виллы с более крупной башней (ныне снесённой, но видной на изображении Утенса) доминировала над постройками позади. Возможно, что эта башня была сохранена от старой крепости. Похожая башня есть на другой вилле Медичи, Вилле Петрайя, которую Бернардо Буонталенти сохранил в 1575 году, когда перестраивал эту виллу из более ранней крепости для Франческо Медичи.
Вилла Каффаджиоло характерна своими садами, типичными для эпохи Возрождения с террасами и дорожками, окаймлёнными миртом и статуями, как сады древних римлян. Для аристократа-гуманиста эпохи Возрождения сады были так же важны, как и сама вилла. Принципы искусства эпохи Возрождения были применены к устройству сада, который рассматривали в качестве продолжения самого дома: регулярность, симметрия. Статуи, кустарники и скамьи были размещены так же, как и внутри дома, — «отсеки», секции представляли комнаты и залы. Гроты обеспечивали не только защиту от солнца, но и обстановку для аллегорических сцен, изображённых в скульптурах. В Кафаджиоло были наняты скульпторы для создания фонтанов, гротов и скульптур, включая Триболо, Вазари и Буонталенти, которые создавали «скульптурные картины».
Длинная пристройка слева от главного дома на изображении Утенса была известна как «Длинное крыло» (Manica Lunga); это здание использовалось для производства оловянной глазурованной глиняной посуды, ныне известной как итальянская майолика. В инвентаре 1498 года отмечено, что «печи для обжига керамики» (fornaze col portico da cuocere vaselle) на огороженной территории были сданы в аренду Пьеро и Стефано Фораксари, «печникам» мануфактуры майолики, которой славился Каффаджиоло.